# Братя-Кунчеві
Бра́тя-Ку́нчеві (болг. Братя Кунчеви) — село в Старозагорській області Болгарії. Входить до складу общини Стара Загора.

## Населення
За даними перепису населення 2011 року у селі проживали 794 особи.
Національний склад населення села:
| Національність   | Кількість осіб | Відсоток |
| ---------------- | -------------- | -------- |
| болгари          | 264            | 50,8%    |
| цигани           | 249            | 47,9%    |
| Всього відповіли | 520            |          |

Розподіл населення за віком у 2011 році:
Динаміка населення: